# Nebula-díj
A Nebula-díj egy irodalmi díj, amelyet minden évben az Amerikai Science Fiction és Fantasy Írók Egyesületének (Science Fiction and Fantasy Writers of America; SFWA) tagjai ítélnek oda az előző naptári évben az Amerikai Egyesült Államokban publikált legjobb science fiction- és/vagy fantasy-műfajba tartozó műveknek.
Az SFWA a Nebula-díj bankettjén osztja ki a Damon Knight Memorial Grand Master díjat is.

## Története
A Nebula-díj a Hugo-díj mellett a legismertebb SF-díj. A Nebula-díjakat először 1965-ben osztották ki. A regény kategóriában az első győztese Frank Herbert műve volt, A Dűne. A legtöbb alkalommal, hatszor Isaac Asimov, William Gibson, Larry Niven, Theodore Sturgeon és Connie Willis nyerte el. Joe Haldeman művei ötször bizonyultak a legjobbnak. Háromszoros győztes Lois McMaster Bujold, Harlan Ellison, Ursula K. Le Guin és Roger Zelazny.
A 2007. évi Nebula-díjakat 2008. április 26-án hirdették ki. A regény kategóriában Michael Chabon The Yiddish Policemen's Union című alkotása lett a győztes. A kisregények közül Nancy Kress Fountain of Age, a novella kategóriában Ted Chiang The Merchant and the Alchemist's Gate (A kereskedő és a bölcsek kapuja), a kisnovellák mezőnyében pedig Karen Joy Fowler Always című műve bizonyult a legjobbnak.
A 2008. évi Nebula-díjakat 2009 áprilisában hirdették ki Los Angelesben. A regények között Ursula K. Le Guin Powers című alkotása lett a győztes. A legjobb kisregénynek Catherine Asaro The Spacetime Pool, a legjobb novellának John Kessel Pride and Prometheus című írása bizonyult. A kisnovellák mezőnyében Nina Kiriki Hoffman Trophy Wives című műve diadalmaskodott.

## A folyamat
2008-ig minden mű a megjelenését követő egy évig volt jelölhető a díjra. Amint egy bizonyos műre összegyűlt legalább 10 SFWA-tag által leadott szavazat, az illető mű részt vett az adott évi előzetes Nebula-díj-jelölésen. A következő év elején az előzetesen jelölt művek közül az SFWA tagok szavazással leszűkítették a díj elnyerésére esélyes alkotások körét nagyjából öt műre. Végül ezek közül, szintén szavazással választották ki a végső győztest minden kategóriában.
A fent leírt procedúra azzal járt, hogy minden mű vagy a megjelenését követő évben, vagy még egy évvel később nyerhette el a díjat.
2009-től az eljárás megváltozott. Ezentúl egy adott évi Nebula-díjra a megelőző naptári évben megjelent művek közül lehet jelölni, hasonlóan a Hugo-díjhoz.

## Kategóriák
- Kisnovellák: kevesebb mint 7500 szó
- Novellák: 7500 és 17 500 szó között
- Kisregények: 17 500 és 40 000 szó között
- Regények: 40 000 szónál hosszabb
- Forgatókönyvek

## Külső hivatkozások
- SFWA honlap